# 사카이히가시역
사카이히가시역(일본어: 堺東駅, さかいひがしえき)은 일본 오사카부 사카이시 사카이구에 있는 난카이 전기철도 고야 선의 역이다. 역 번호는 NK56이다.

## 개요
특급 "센보쿠 라이너"를 제외한 모든 영업 열차가 정차하는 준급행은 당역 이남 각 역에 정차하다. 초기에는 구내의 신호 설비 관계상 회송 열차도 전 열차가 정차하고 있었다. 난바 역의 고야 선 전철 막차는 당역까지 상행 첫 열차도 당역에서 시발이 된다. 상행 막차는 23시 44분 발 완행 난바 행에서 난카이 선의 사카이 역보다 40분 빨리 도착한다. 이는 당역 이북에 체박 설비가 아닌 난바 역에서 회차되는 관계이다.
쾌속급행, 급행, 구간급행과 완행이 완급 접속을 실시한다.

## 역사
1898년에 고야 선의 전신인 고야 철도의 기점으로서 개통한 고야 선의 오래된 역 중 하나이다. 오쇼지바시 동쪽에 위치함으로써 개통 시의 역명은 오쇼지였다. 오쇼지바시는 고야 선과 병행하는 니시 코야 도로와 일본 최고의 관도인 다케우치 가도에 접속하는 사카이 시가의 동쪽 현관으로, 1900년에 현재의 역명으로 개명하였다.
사카이 시가에서 동쪽으로 벗어나고 역 주변도 1920년까지 사카이시 역이 아니라 사카이 역・류진 역에 비해서는 떨어지는 역이었다. 그러나, 1944년의 사카이 시청 이전과 1945년의 사카이 대공습 이후 본 역 서쪽으로 중심 업무 지구가 이동하였다. 현재도 이용자 수는 사카이 역을 크게 웃돌고 있다.
- 1898년 1월 30일: 고야 철도 개통과 동시에 그 기점인 오쇼지역을 설치.
- 1900년 9월 3일: 본 역에서 도톤보리 역(현, 시오미바시 역)까지의 연장으로 중간역이 됨. 이달 중 역명을 사카이역, 사카이히가시역으로 변경.
- 1907년 11월 15일: 회사 합병으로 인한 고야 등산 철도 역이 됨.
- 1915년 4월 30일: 회사명 변경에 의한 오사카 고야 철도 역이 됨.
- 1922년 9월 6일: 회사 합병으로 난카이 철도의 역이 됨.
- 1944년 6월 1일: 회사 합병으로 긴키 닛폰 철도의 역이 됨.
- 1947년 6월 1일: 노선 양도로 인한 난카이 전기철도의 역이 됨.
- 1948년 11월 30일: 신역사 사용 개시[1].
- 1960년 9월 20일: 화물 취급 폐지.
- 1964년
  - 9월 26일: 개량 공사 완성. 과선교 설치, 승강장이 확장, 연장됨.
  - 10월 3일: 난카이 사카이히가시 빌딩이 준공.
- 2000년
  - 상하행 승강장에 엘리베이터와 에스컬레이터를 설치.
  - 7월경: 행선지 안내판을 난카이 전철 최초의 풀 컬러 LED식으로 치환.
- 2009년 12월: 히가시기차구치를 개설. 기타구치를 기타니시 출입구로 변경.

## 역 구조
섬식 승강장 2면 4선의 구조이고 대피 가능역이다. 승강장 유효 길이는 10량 분이지만, 상행 승강장은 나니와 방향 2량분, 하행 승강장은 양쪽 1량분씩은 울타리로 칸막이가 되어 있으며, 10량 정지 위치도 철거되어 있다. 개찰구와 각 승강장은 과선교로 연결되어 있다. 승강장 남쪽 과선교에는 에스컬레이터, 엘리베이터가 설치되어 있다. 화장실도 설치되어 있다.
난카이 전철 역에서는 2000년경의 배리어 프리 공사 준공과 동시에 여객 안내 사인류가 일제히 갱신된 뒤에도 가장 늦게까지 자막식 발차 안내 장치가 사용되고, "선발"표시는 행등식이었다. 그러나, 2000년 6월 ~ 7월 니시구치・니시키타구치 개찰 내 및 승강장의 발차 안내 장치가 난카이 전철 최초로 풀컬러 LED식의 것으로 대체되었다.
난바, 고야산 쪽 양방향으로 건늠선이 있다. 본선 옆에는 1973년까지 검차구에서 열린 사카이히가시 차량 유치장이 있고 전기도선이 몇개 마련되었으나 2005년에 1번 선 쪽의 1개만 남기고 철거되었다. 이 선로는 시운전 열차나 회송 열차가 운전할 때 사용되고 심야 1편성이 입선하는 야간 유치되고 있다.
2009년에 역과 연결되는 아파트와 그것과 접속되는 기타히가시 출입구가 개업 당초에는 45층짜리 초고층 아파트가 계획되었지만 부지 내를 활단층인 우에마치 단층대가 지나가는 것에 대한 안전 문제와 모즈 고분군의 세계 유산 등록에 관한 경관적인 문제를 놓고 아파트 건설주인 난카이 전철과 지역 주민 사이에서 분쟁이 발생, 15층으로 변경하는 것으로 마무리되었다.
본 역은 역장이 배치되어 아사카야마 역 ~ 시라사기 역을 관할하고 있다.

### 승강장
| 번호 | 노선    | 방향 | 행선                                        |
| ---- | ------- | ---- | ------------------------------------------- |
| 1・2 | 고야 선 | 하행 | 고야산 방면 ■ 센보쿠 고속선 이즈미추오 방면 |
| 3・4 | 고야 선 | 상행 | 난바 방면                                   |

## 역 주변
역 서쪽을 병행하는 오사카이즈미센난 선(사카이추오 선)사이에 역 빌딩이 있으며 다카시마야 사카이점을 핵 임대에 은행 증권 회사, 사카이 공공 직업 소개소 등이 입주하여 있다. 역 건물의 남단에 니시구치, 중앙 출입구에서 약간 북쪽에 북쪽 서쪽 출입구가 있고, 버스와 택시 터미널은 서쪽에서 오쇼지 동쪽 끝 역 남쪽 출입구 교차점까지 위치한다. 역 부근에는 대형 학원과 학원 등의 교육 시설이 많다.
오사카이즈미센난 선 서쪽부터도 도리이 강까지 북쪽에서 하나다구치, 가와라마, 신마치, 오키나바시라는 번화가가 확산되어 있고, 니시구치 정면 앞 사거리에서 사카이긴자 상점가의 아케이드가 서쪽에 위치한다. 이 상가 뒤에는 선술집 밀집 지대 등도 있어 독특한 분위기를 자아낸다. 기타니시 출구에서 가깝고 하나다구치는 다소 환락가의 색채를 띠고 있다.
오쇼지와 남쪽으로 대면하는 곳의 미나미카와라초만은 양상이 다른데, 사카이 시청(사카이 구청), 오사카 지방 법원 사카이 지부, 사카이 지방 합동 청사(오사카 법무국 사카이 지국, 사카이 세무서), 사카이히가시 연금 사무소, 사카이 우체국, 사카이구치 지소와 사카이 시 종합 복지 회관 등이 입지되어 있는 관청가를 형성하고 있다. 사카이 시 편입 전의 무카이 정 시절에도 동사무소가 입지하고 있어 1944년에 구시야 정에서 시청이 이전했다. 시청의 고층화로 생긴 여지는 시민 광장으로 개방되고 각종 이벤트가 열리고 있다. 관청가 남쪽의 신마치, 오키나바시는 환락가에서 특히 오키나바시는 덴진과 함께 사카이의 양대 환락가의 하나이다.
니시구치 개찰구 층에서 남쪽 방향에는 보행자 데크가 늘면서 재개발 빌딩 "지오르노"와 연결되어 있다. 개통 때부터 다이에와 전문점 거리에서 임차인을 구성하고 있었지만, 다이에는 2001년 5월에 철퇴하였다. 대신에 서점 등이 입주했었지만 2011년 12월 말, 주요 세입자는 퇴거하고 이후는 전문점만 영업 중이다.
최근에는 기타구치와 니시구치에서 쇼핑 센터의 건설이 잇따르는 것 외에, 본 역과 함께 사카이 구의 중심인 사카이역 주변도 재개발이 열렸다. 한편, 본 역 주변에서는 나가사키야, 니치이, 이즈미야다이에 등 상업 시설이 잇달아 철수했으며 활성화와 재개발이 핵심 과제다.
히가시구치는 작은 역사가 있을 뿐 역 광장도 없다. 우에마치 대지와 미쿠니가오카 대지의 서쪽 끝에 위치하므로 역 동쪽은 비탈길을 오르다. 대지 상에 한제이 천황의 무덤, 방위 신사, 오사카 부립 미구니가오카 고등학교 등이 있다, 한적한 주택가가 확산되고 있다.
- 사카이 시청
  - 사카이 구청
  - 21층 전망 로비
- 사카이 시 종합 복지 회관
- 사카이 시민 활동 지원 센터
- 사카이히가시 관광 안내소
- 센보쿠 부세 사무소
- 오사카 지방 법원 사카이 지부·오사카 가정 법원 사카이 지부·사카이 간이 재판소
- 사카이 지방 합동청사
  - 오사카 법무국 사카이 지국
  - 오사카 지방 검찰청 사카이 지국
  - 사카이 근로 기준 감독서
  - 사카이 세무서
  - 사카이 공공 직업 안정소(헬로우 워크 사카이)
- 사카이 공공 직업 안정소(헬로우 워크 사카이) 사카이히가시 역전 청사(다카시마 옥내)
- 사카이 마더스 헬로 워크(다카시마 옥내)
- 사카이 시 만남의 광장
- 일본연금기구 사카이히가시 연금 사무소
- 오사카 재판소 사카이 구치 지소
- JP 사카이 우체국
- JP 사카이히가시 역전 우체국
- 다카시마야 사카이점
- 코노미야 사카이히가시점
- 사카이긴자 상점가·긴자키타 상점가·긴자니시 상점가·긴자미나미 상점가
- 사카이히가시 나카노카와라초 상점가
- 사카이히가시 역전 상점가
- 사카이히가시 상점가 시장
- 사카이이치조 상점회
- 호텔 제일 사카이
- 호텔 리버티 플라자
- 다이와 로이넷토 호텔 사카이 히가시
- 토요코인 사카이히가시 역
- 오사카 부립 미쿠니가오카 고등학교
- 오사카 부립 센요 고등학교
- 사카이 시립 도노바바 중학교
- 사카이 시립 구마노 초등학교
- 사카이 시립 에노키 초등학교
- 사카이 시립 미쿠니가오카 초등학교
- 가쓰라 make-up 디자인 전문학교
- 미쿠니오카 병원
- 오사카 부 결핵 예방회 사카이타카시 옥내 진료소
- 사카이히가시 헌혈 룸
- 한제이 천황의 무덤
- 방위 신사
- 오사카 교향악단
- 사카이 소녀 가극단(전용 연습장)
- 오사카 이즈미 시민 생활 조합
- 이노우에 베어링 공업

## 사진

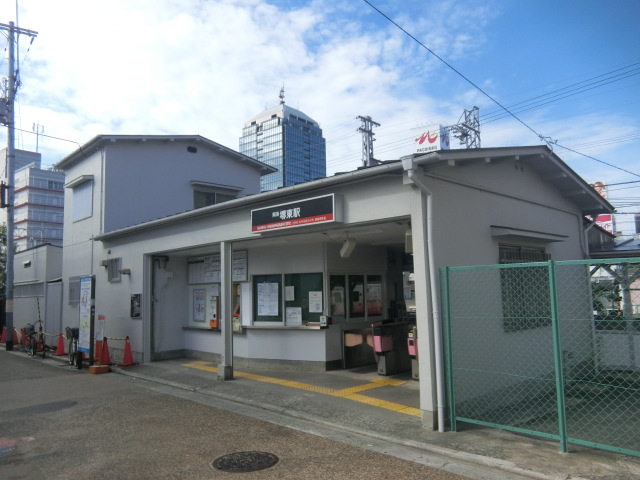
동쪽 역사
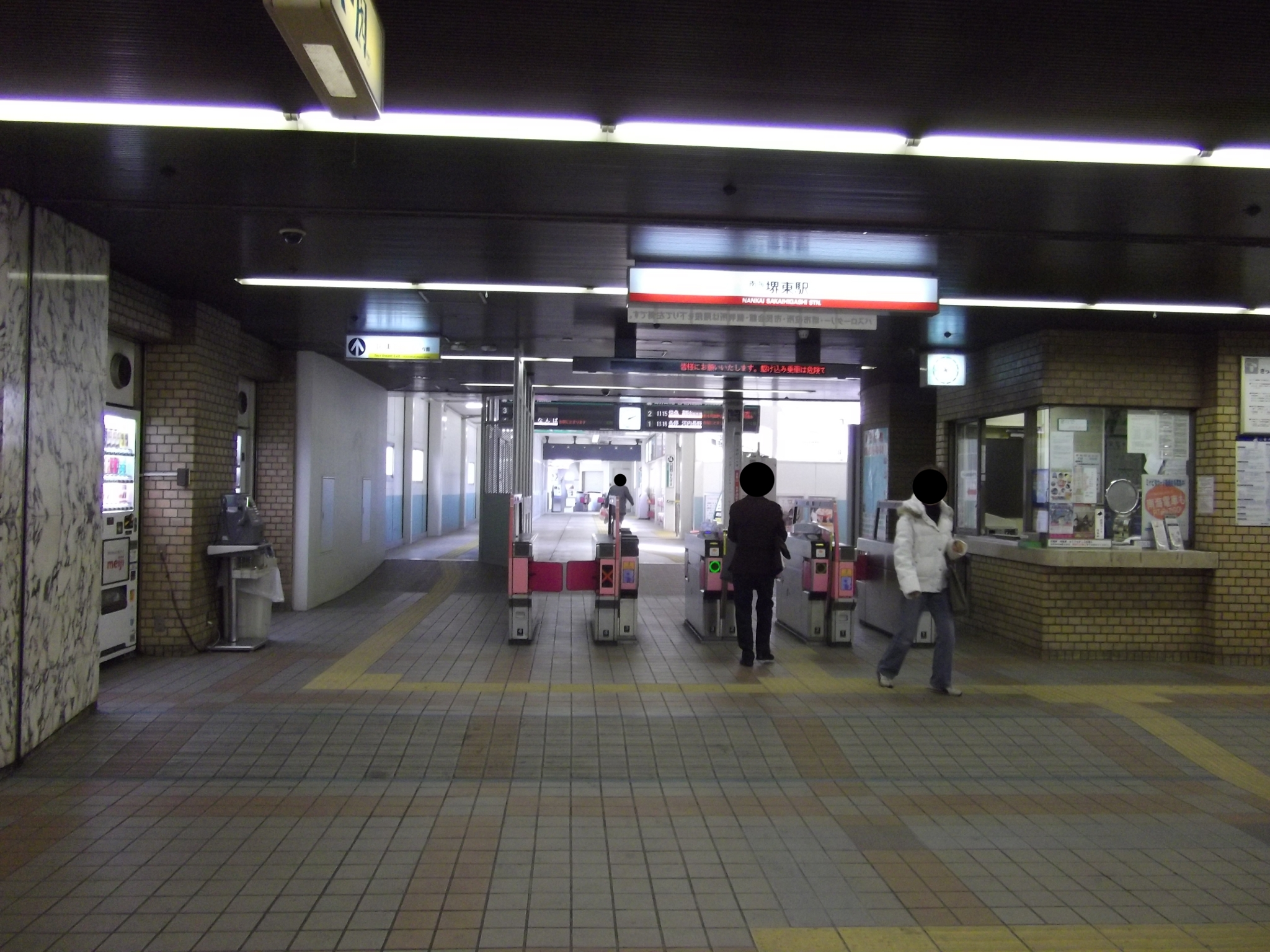
기타니시구치 개찰구

## 인접역
| 난카이 전기철도 고야 선   | 난카이 전기철도 고야 선                        | 난카이 전기철도 고야 선                         |
| ------------------------- | ---------------------------------------------- | ----------------------------------------------- |
| NK05 덴가차야 난바 방면   | ■ 특급 "고야", "린칸" 정차역                   | 콘고 NK66 고쿠라쿠바시・하시모토 방면           |
| NK05 덴가차야 난바 방면   | ■ 쾌속급행 ■ 급행 ■ 구간급행(센보쿠 이외 열차) | 기타노다 NK63 고쿠라쿠바시 방면                 |
| NK05 덴가차야 난바 방면   | ■ 구간급행(센보쿠 직통 열차)                   | 후카이 SB02 이즈미추오 방면                     |
| NK05 덴가차야 난바 방면   | ■ 준급행(당역부터 미쿠니가오카까지 각역정차)   | 미쿠니가오카 NK57 미카치초・이즈미추오 방면     |
| NK55 아사카야마 난바 방면 | ■ 각역정차                                     | 미쿠니가오카 NK57 고쿠라쿠바시・이즈미추오 방면 |